# GPT-5
GPT-5 — це велика мовна модель, розроблена компанією OpenAI. Це їхня флагманська агентна модель, запущена 7 серпня 2025 року. GPT-5 доступна через ChatGPT, як для безкоштовних, так і для платних користувачів, а також через API.
Microsoft заявила, що впровадить GPT-5 у широкий спектр своїх продуктів, включаючи Copilot. За даними 9to5Mac, Apple також планує інтегрувати цю модель в Apple Intelligence.

## Передісторія
14 квітня 2023 року Сем Альтман, головний виконавчий директор OpenAI, виступив на заході в Массачусетському технологічному інституті та заявив, що компанія не проводить навчання GPT-5 у цей час. Він заявив, що OpenAI «надає пріоритет розробці GPT-4» і що «ми не випускаємо і не будемо випускати протягом деякого часу» GPT-5.
Згідно з The Information, «протягом більшої частини другої половини 2024 року OpenAI розробляла модель, відому всередині компанії як Orion, яка мала стати GPT-5», «але зусилля з Orion не змогли створити кращу модель, і натомість компанія випустила її як GPT-4.5 у лютому цього року».
18 липня 2024 року OpenAI подала заявку на реєстрацію торгової марки "GPT-5" у Сполучених Штатах. 13 листопада Альтман підтвердив Financial Times, що компанія працює над розробкою GPT-5.
До кінця липня 2025 року широко очікувалося, що OpenAI планує випустити GPT-5 на початку серпня 30 липня 2025 року The Verge повідомив, що «Microsoft готується до GPT-5», оскільки «джерела, знайомі з планами Microsoft щодо штучного інтелекту», повідомили редактору, що компанія тестує новий режим для свого чат-бота Copilot, пропонуючи ШІ, який «глибше або швидше мислить, залежно від завдання».
6 серпня 2025 року OpenAI оголосила про заплановану пряму трансляцію на 7 серпня. У своєму оголошенні OpenAI замінила літеру «s» у слові «livestream» на «5», що вказувало на її намір представити GPT-5 під час прямої трансляції.

## Можливості
За словами генерального директора OpenAI Сема Альтмана, GPT-5 «значно кращий» за своїх попередників, пропонуючи можливості «докторського рівня» для широкого кола завдань. Він назвав GPT-5 «значним кроком на шляху до AGI», під час прес-брифінгу 6 серпня 2025 року.
Згідно із заявами OpenAI, покращення, порівняно з попередніми моделями, включають швидший час відгуку, кращі навички кодування та письма, точніші відповіді на питання щодо здоров'я та нижчий рівень галюцинацій. Також, порівняно з попередніми моделями, GPT-5 прагне надавати безпечні відповіді високого рівня на потенційно шкідливі запити, а не прямо відхиляти їх, що призведе до того, що «GPT-5 зможе відмовляти у більшій кількості небезпечних запитань, пропонуючи при цьому менше відмов користувачам, які шукають нешкідливу інформацію». Крім того, модель GPT-5 навчена надавати більш критичні, «менш надмірно приємні» відповіді, порівняно з попередніми моделями.
Хоча GPT-5 є безкоштовною для всіх користувачів, користувачі плану Plus отримують вищі ліміти використання, тоді як користувачі плану Pro отримують необмежений доступ до GPT-5, а також обмежений доступ до GPT-5 Pro. Стандартні ліміти для користувачів нижчого рівня, на кількість відповідей за годину, все ще застосовуються.

## Огляд
GPT-5 — це система, що містить швидку, високопродуктивну модель, глибшу модель міркування та маршрутизатор реального часу, який вирішує, яку модель використовувати, залежно від типу розмови, складності, потреб в інструментах та явного наміру. Системна карта визначає дві швидкі, високопродуктивні моделі: gpt-5-main та gpt-5-main-mini, а також дві моделі мислення: gpt-5-thinking та gpt-5-thinking-mini. В API розробники можуть отримати доступ до моделі мислення, її міні-версії та ще меншої та швидшої nano-версії моделі мислення (gpt-5-thinking-nano). У ChatGPT також є доступ до gpt-5-thinking за допомогою налаштування, яке використовує паралельні обчислення в часі тестування, що називається gpt-5-thinking-pro.
Сем Альтман раніше критикував ручний вибір моделі за надмірну складність, натякаючи на необхідність його уніфікації.
Точне споживання енергії для використання GPT-5 не було розкрито OpenAI, але для відповіді середньої довжини було заявлено понад 18 Вт·год.

## Сприйняття

### Критика
Грейс Хакінс стверджувала в MIT Technology Review, що «тоді як o1 була значним технологічним проривом, GPT-5 — це, перш за все, вдосконалений продукт». Вона заявила, що «GPT-5 забезпечить більш приємний та безперебійний користувацький досвід. Це не дрібниці, але це далеко не відповідає тому трансформаційному майбутньому штучного інтелекту, про яке Альтман розкручував більшу частину минулого року». У відповідь на твердження Сема Альтмана про те, що GPT-5 — це «значний крок на шляху до AGI», вона зазначила: «Можливо, він правий, але якщо так, то це дуже маленький крок».
В The information Стефані Палаццоло високо оцінила можливості кодування GPT-5.
За словами Маттео Вонга в The Atlantic, GPT-5 «є інтуїтивно зрозумілою, швидкою та ефективною; адаптується до людських уподобань та намірів; і її легко персоналізувати». Він заявив: «На цьому етапі буму штучного інтелекту, коли кожен великий чат-бот дійсно корисний у багатьох відношеннях, бенчмарки, наука та ретельність здаються майже незначними. Важливо те, як почувається чат-бот [...]».
Джон Геррман з журналу «Нью-Йорк» писав: «Звичайні користувачі, які стикаються з GPT-5 через ChatGPT, навряд чи відчуватимуть, що використовують зовсім інший продукт [...], тоді як люди, які використовують його для розробки програмного забезпечення або в корпоративному контексті, швидше за все, помітять суттєві зміни».
Крістіан де Лупер з Mashable виявив, що «найкрутіша функція GPT-5 — це її здатність створювати власні інтерактивні програми на основі простих підказок природною мовою. Це мрія будь-якого вайб-кодера, що здійснилася».

### Відгуки користувачів
Нова система маршрутизаторів GPT-5, яка автоматично перемикає моделі, залежно від завдання, була розкритикована за те, що призводила до нестабільної якості відповідей, причому багато користувачів повідомляли, що GPT-5 іноді працювала гірше, ніж модель GPT-4o. Через день після релізу Сем Альтман відповів на це, сказавши, що «GPT-5 буде здаватися розумнішою, починаючи з сьогоднішнього дня» та що «Вчора автоматичний перемикач зламався і не працював протягом певного часу дня, і в результаті GPT-5 здавалася набагато дурнішою».
Також критикували за те, що з виходом GPT-5 застарілі моделі GPT більше не доступні через ChatGPT, за винятком користувачів Pro. Деякі користувачі були особливо розчаровані цим видаленням, без попереднього попередження, оскільки вони використовували різні моделі GPT для різних цілей і виявили, що система маршрутизатора залишила їм менше контролю. У відповідь, у дописі на X, Сем Альтман сказав, що OpenAI поверне можливість вибору GPT-4o також для користувачів плану Plus, і «[ми] [OpenAI] будемо стежити за використанням, думаючи про те, як довго пропонувати застарілі моделі».
Крім того, деякі користувачі віддали перевагу теплішому та більш особистому тону GPT-4o, ніж GPT-5, який вони описували як «плоский», «некреативний» та «лоботомізований», що нагадує «перевантажену секретарку». Сем Альтман відповів на це в X, заявивши: «Ми точно недооцінили, наскільки важливі для людей деякі речі, які подобаються в GPT-4o, навіть якщо GPT-5 працює краще в більшості аспектів». «У довгостроковій перспективі це підтвердило, що нам дійсно потрібні хороші способи для різних користувачів налаштовувати речі (ми розуміємо, що не існує однієї моделі, яка підходить усім, і ми інвестували в дослідження керованості та запустили попередній перегляд дослідження різних особистостей)».
Крім того, Сема Альтмана критикували за надмірне переоцінювання можливостей GPT-5 та завищені очікування після того, як він порівняв створення GPT-5 з Манхеттенським проєктом, сказав, що модель змусила його «відчувати себе непотрібним», та опублікував на 𝕏 зображення «Зірки cмерті», без коментарів, за день до презентації GPT-5.
Запуск GPT-5, який мав стати черговим проривом у сфері ШІ, перетворився для OpenAI на несподіване випробування. Користувачі, які очікували більшої потужності, гнучкості та можливостей, зіткнулися з обмеженнями, що відразу викликали хвилю обурення. Головні претензії стосувалися зменшеного ліміту довжини запитів і відповідей, що різко контрастувало з очікуваннями після масштабної рекламної кампанії та обіцянок інноваційного стрибка вперед. Користувачі виявили, що система стала більш “стиснутою” у своїх відповідях, а кількість інформації, яку можна передати в одному запиті, значно зменшилася. Після кількох днів наростаючої критики OpenAI була змушена визнати, що негативна реакція перевищила всі очікування.